# Dorime

O Rato Dorime.

Dorime é um meme criado em 2014 no Twitch. Ele viralizou novamente na América Latina em 2019, onde a versão Rato Dorime tornou-se particularmente popular. Nele, remixes em pseudo-latim da música "Ameno" (1997), do Era, são usados para dar um peso dramático a uma situação.

## Música
O meme é baseado na música "Ameno" (1997), do grupo Era, que foi um sucesso na Europa nos anos 1990 e virou trilha sonora de entrada do lutador de MMA russo Aleksander Emelianenko.
A música do meme é uma oração de alguém que pede para ser "libertado de toda a dor". A letra é interpretada em pseudo-latim, pois a banda tinha o costume de compor as letras em latim, grego e árabe. A letra traz os dizeres "Dori me / Interimo, adapare / Ameno Ameno / Omenare imperavi ameno / Dimere, dimere matiro", que significam algo como "Minha dor / Renova-me / Ameniza, ameniza / Liberta, liberta-me / Minha dor". A música é usada para dar um peso dramático a uma situação.

## Histórico
O meme surgiu em 2014. Noxious, um jogador de Hearthstone, costumava a usar a música Ameno ao fundo durante suas transmissões no Twitch, e seus telespectadores criaram o emoticon ? ? ?_? ??AMENO? ? ?_? ??, que se tornou uma das mensagens mais compartilhadas da plataforma naquele ano. A música acabou entrando em voga e foi remixada em diferentes estilos musicais, como a "AMENO SANDSTORM". Antes do meme, a música já havia ganhado um relançamento em 2013, pelo DJ Quicksilver.
Em 2019, o meme voltou em voga na internet da América Latina, onde a frase era acompanhada de personagens fictícios como Patrick, Jimmy Neutron, Mario e Pikachu. O meme inspirou uma fantasia de Carnaval. As imagens do meme viraram figurinhas do WhatsApp, adesivos, camisetas e imãs de geladeira. A música ganhou outra onda de remixes por canais de YouTube brasileiros, como BassBoosted e Vesgo, em estilos como funk, forró e psytrance. Em 2020, a dupla de brega funk Schevchenko e Elloco lançou o remix "Dorime /Ameno".
Uma versão do meme de um rato vestido como um membro do Alto Clero, o Rato Dorime, tornou-se especialmente popular. Ela popularizou-se em dezembro de 2019 no Imgur. Não se sabe a origem da imagem do rato original, mas a mais antiga encontrada pelo Nexo Jornal foi do blog de humor Don't Panic!, em post de 2010 sobre taxidermia. Em 2020, os brasileiros Daniel Andrade e João Vitor Souza (@udany e @joavs98), estudantes de Sistemas de Informação da Universidade Federal do Rio de Janeiro, lançaram o jogo para navegador estilo metroidvania Tales of Dorime - Ameno's Rescue.